# Bruinkraagboskalkoen
De bruinkraagboskalkoen (Talegalla jobiensis) is een vogel uit de familie grootpoothoenders (Megapodiidae). De wetenschappelijke naam van de soort is voor het eerst geldig gepubliceerd in 1874 door A.B. Meyer. Het is een endemische vogelsoort uit Nieuw-Guinea.

## Beschrijving
Dit hoen is 58 cm lang en overwegend zwart gekleurd. Het meest opvallende kenmerk is een roodbruine kraag. Dit hoen lijkt verder erg op de andere boskalkoenen van het geslacht Talegalla. De bruinkraagboskalkoen heeft een donkere snavel en rode poten. De kale huid rondom het oog is ook rood. De kale huid op de kop van de zwartsnavelboskalkoen is donkergrijs en die van de roodsnavelboskalkoen gelig. Gemiddeld is deze boskalkoen de grootste van de drie.

## Voorkomen en leefgebied
De bruinkraagboskalkoen leeft in laaglandbos en bergbossen tot 1800 m boven de zeespiegel in de noordelijke helft van het hoofdeiland Nieuw-Guinea. Het verspreidingsgebied strekt zich uit van het eiland Japen van West-Papoea Indonesië tot ver in de "staart" van Papoea-Nieuw-Guinea. Daar waar de zwartsnavelboskalkoen ook voorkomt, heeft de bruinkraagboskalkoen de neiging om in de hoger gelegen bergbossen te verkeren.
De soort telt 2 ondersoorten:
- T. j. jobiensis: het noordelijke deel van Centraal-Nieuw-Guinea en Japen.
- T. j. longicaudus: oostelijk Nieuw-Guinea.

## Status
Het is geen bedreigde vogelsoort volgens de Rode Lijst van de IUCN.